# ボブ・クロンプトン
ボブ・クロンプトン（Bob Crompton, 1879年9月26日 - 1941年3月16日）、本名ロバート・クロンプトン（Robert Crompton）は、イングランドの元サッカー選手、サッカー指導者。選手としてのキャリアを全て地元クラブのブラックバーン・ローヴァーズFCで過ごした。イングランド代表としても41試合に出場し、22試合でキャプテンを務めた。

## 経歴

### 選手時代
1879年ブラックバーンに生まれた。キャリアの全てを地元クラブであるブラックバーン・ローヴァーズFCで過ごし、1896年から1920年にかけてディフェンダーとして530試合に出場した。1912年と1914年にはキャプテンとして2度のリーグ優勝を果たしている。1915-16シーズンには、地方リーグのブラックプールFCでキャプテンとしてプレイした。これは第一次世界大戦中の、リーグの調整によるものである 。イングランド代表としての41キャップは、1952年にビリー・ライトに抜かれるまで、38年以上にわたりイングランド代表の最多キャップ記録であった。

### 監督時代
1926年から1931年にかけてローヴァーズ監督に就任し、1928年には決勝でハダースフィールド・タウンFCを下してチームをFAカップ優勝に導いた。一時AFCボーンマスの指揮を取ったが、1930年代後半にはローヴァーズ監督に復帰し、フットボールリーグ ディビジョン2優勝へと導いた。
ローヴァーズ監督在任中の1941年、バーンリーFCとの試合中に心臓発作を起こした。チームは3-2で勝利したが、クロンプトンはその晩息を引き取った
。

### サッカー以外
自動車整備工として、ローヴァーズのチームメイトであるウェールズ代表FWのウィリアム・ディヴィスと共同経営をおこなった。クロンプトンは自動車を所有した最初のサッカー選手の1人とされている。

## 獲得タイトル

### 選手時代
- フットボールリーグ ディビジョン1：1911-12、1913-14

### 監督時代
- FAカップ：1928
- フットボールリーグ ディビジョン2：1938-39
- フットボールリーグ・ウォーカップ（英語版）：1939-40（準優勝）